# Château de Meudon (Vannes)
Pour les articles homonymes, voir Château de Meudon (homonymie) et Meudon (homonymie).
Le château de Meudon de Vannes aussi appelé château de Lantivy est un château dont l'ensemble est important. Il se situe à Meudon qui était un village français dépendant autrefois de la commune de Saint-Nolff, et rattaché à Vannes en 1868. Il ne doit pas être confondu avec le château de Meudon qui se trouve dans la ville de Meudon dans le département des Hauts-de-Seine en Île-de-France.
Edmond de Lantivy du Rest fait construire en 1847 un château neuf de style Renaissance. Il est construit sur le site d'un ancien manoir mentionné en 1426. Les ruines de l'ancien manoir subsistent dans le parc, au nord du château actuel.
Actuellement ce château appartient à la famille "de Lantivy de Trédion".